# 日與夜 (電視劇)
《日與夜》，為韓國tvN於2020年11月30日起播出的月火連續劇，由《各位國民》導演金正鉉與《評價女王》編劇申儒潭合作打造。此劇講述現在發生的事情與28年前的神祕案子相關聯的「預告殺人劇」。
台灣由愛奇藝海外版自12/1日起每週二、三獨家播出。香港由Viu自11/30起每週一、二深夜上線。

## 演員陣容

### 主要人物
| 演員                    | 角色                      | 介紹 | 香港配音                |
| 南宮珉 （童年：吳漢傑） | 都正宇                    | 警正，首爾地方警察廳特搜組組長。白夜村集體死亡案倖存者，Jamie Leighton的雙胞胎哥哥，曾被作人體實驗品，編號113。幼時以自己的血液創造出可使人類長生不老的計算公式，此公式為白夜財團人體實驗研究的最終目標。為接近白夜集團核心成員，將孔慧园、張智沅找進特搜組。銀行連環搶劫案的主謀。             | 郭湛深 （童年：黄紫娴） |
| 金雪炫                  | 公慧園（香港Now：孔惠媛） | 警衛，首爾地方警察廳特搜組組員，前白夜村研究員公日道之女。原為交通組科員，從第一次見面開始就喜歡都正宇。 | 顧詠雪                  |
| 李清娥 （童年：權芮恩） | Jamie Leighton            | 患有解離性身份疾患（多重人格），幼時被美國軍官收養，長住於美國。曾為FBI犯罪心理學專家，韓國警政廳為調查連續殺人案件向美國申請協助的派遣調查官。白夜村集體死亡案倖存者，都正宇的雙胞胎妹妹，曾被作人體實驗品，編號112，韓文名為智熙。                                                            | 黄紫娴                  |
| 尹善宇 （童年：張善律） | 文在雄（香港Now：文載雄） | 入口網站「MODU」(모두，所有之意)的工程師。白夜村集體死亡案倖存者，曾被作人體實驗品，編號157。患有解離性身份疾患，連續殺人事件幕後黑手，為報復白夜集團，偽裝成心理治療師，透過藥物及清醒夢手段進行殺人計畫。28年前慘案之日與都正宇及Jamie Leighton一同逃出白夜村後卻被拋下，因此對兩人懷恨在心。 | 郭俊廷 （童年：鄧潔麗） |

### 首爾地方警察廳
| 演員   | 角色   | 介紹 | 香港配音 |
| 李新英 | 張智沅 | 警衛，首爾地方警察廳特搜組組員，韓江醫院李炳善院長的私生子。 | 張添勝   |
| 崔大哲 | 尹錫弼 | 警衛，首爾地方警察廳特搜組組員，在特殊組內擔任氣氛製造者。 | 陳健豪   |
| 金元海 | 黃秉哲 | 首爾市警察廳副廳長，為了讓家庭無後顧之憂而聽命於吳政煥，最後良心發現，協助都正宇緝拿白夜集團成員。                                                                         | 周鑫霆   |
| 白智媛 | 李澤昭 | 首爾地方警察廳情報管理部長，獨居於江南區40坪高級公寓，個人利益至上主義者，為了私利能無視律法規則，曾接受孫旻虎及其他白夜財團成員的賄賂，後與都正宇達成協議，暗中提供協助。 | 鄧潔麗   |
| 姜萊燕 | 閔有羅 | 國立科學調查研究院驗屍官。 | 梁佩瑤   |
| 金王根 | 金昌久 | 首爾市警察廳廳長，白夜集團理事。 | 郭俊廷   |
| 裴賢慶 | 姜允成 | 首爾地方檢察廳網路搜查科科員，白夜集團手下。 | 袁德基   |

### XVN電視台
| 演員   | 角色                  | 介紹 | 香港配音 |
| 尹敬浩 | 李志旭（Now：李智旭） | XVN電視臺記者、節目「時事聚焦」主持人。起初處處針對都正宇，後與特搜組協力尋找連續殺人案件及白夜村慘案的真相，因報導白夜村相關資訊而被電視台撤除節目並開除。 | 何家裕   |
| 金基南 | 盧PD                  | XVN電視台節目「時事聚焦」製作人，因報導白夜村相關資訊而被電視台撤除節目並開除。                                                                             | 张添胜   |

### 白夜財團
| 演員                    | 角色          | 介紹 | 香港配音 |
| 金昌完 （年輕：朴正杓） | 公日道        | 白夜生技研究所所長，前白夜村研究員，對孤兒進行人體實驗，慧園的父親。 | 陳健豪   |
| 安詩荷                  | 曹賢熙        | 前白夜村研究員，編號112與113的母親，目前領導白夜財團的秘密人體實驗。28年前以自己為實驗對象，在體內注射特殊血清，導致現在仍然年輕。                                           | 羅婉楓   |
| 崔鎮鎬                  | 孫旻虎        | 前白夜村領導人，教育學專家，著有《晝與夜》一書。28年前因白夜村慘案而被逐出白夜財團，為重返財團而私下勾結眾多財團理事，後被吳政煥誘騙至實驗室成為人體實驗對象，死於實驗中。   | 袁德基   |
| 李周元                  | 南宇天        | 孫旻虎的法律顧問，法律事務所的主持律師，喜歡男性。孫旻虎住所爆炸案的縱火犯，縱火後嚴重燒傷，經搶救後不治，連續殺人案件的第五位死者。                                         | 周倚天   |
| 金太祐                  | 吳政煥/池玄根 | 白夜財團理事，青瓦台祕書室室長，裕拳准將的女婿，為延緩老化而持續服用特殊藥物。 高齡106歲的白夜財團幕後領導人，利用都正宇破解的公式延長壽命，被財團成員尊稱為「閣下」。       | 黎家希   |
| 柳河俊                  | 金民載        | 白夜村慘案七名倖存者之一，編號99號，為治癒腦部病變而成為白夜財團打手，為吳政煥的手下，在替公日道辦理事務的過程中意外發現財團處理實驗失敗的孩子們的殘忍手段，後與都正宇聯手。 | 竺諺鴻   |
| 張赫鎮                  | 張永植        | 入口網站「MODU」 代表，白夜村集體死亡案倖存者，是唯一知道文在雄有解離性人格疾患的人。為保全自己的性命，與孫旻虎聯手，卻遭文在雄竊聽，最終飲下毒酒身亡。                      | 杨耀泰   |
| 權赫洙                  | 李秉善        | 首爾韓江醫院院長，醫院旗下有多家育幼院，穩定為白夜財團供應人體實驗的孩子，接受催眠治療後在院長室內剖腹身亡。                                                                 |          |
| 李管姬                  | 院長夫人      | 韓江醫院院長李炳善的妻子，白夜財團理事。 | 鄧潔麗   |

### 其他人物
| 演員           | 角色                        | 介紹 | 香港配音 |
| 禹賢           | 鄭順九                      | 純情黑膠唱片行社長，28年前援救了倒在路邊的都正宇，從此與都正宇結下不解之緣，實際身份為密醫及情報員。 | 楊耀泰   |
| 趙慶淑         |                             | 公日道的妻子、公慧園的母親。 | 簡森     |
| 趙惠媛         |                             | 都正宇及李志旭的情報員。 | 成樂怡   |
| 許在浩         |                             | 客串演出第一集搶劫銀行匪徒。 | 周倚天   |
| 鄭大路         | 白賢秀                      | 透過鄭順九取得毒品的藥販。嘴上說著是為了買跑車才販毒，實際上是為了籌措奶奶的手術費，後被吳景民失手殺害。 | 周倚天   |
| 申恩(신이안)   | 吳景民                      | 青瓦台秘書室長吳政煥之子，第一集時被銀行搶匪狹持，曾親眼目睹金英俊跳樓，因不明原因頭疼而向白賢秀購買毒品，失手殺害白賢秀後產生嚴重幻覺，後接受文在雄的催眠治療，預訂為連續殺人案件的第七位死者，上吊後被特搜組組員救下。 | 潘昀雋   |
| 梁東根         |                             | 客串演出第一集拘留所犯人。 | 袁德基   |
| 郭熙洙(곽희주) | 金英俊                      | 吳景民的同學，轉學前曾姦殺在便利商店打工的女學生，連續殺人案件的第一位死者，在廢棄工地墜樓身亡。 |          |
|                | 朴奎兌                      | 萬海集團董事長，患有精神疾病，喜歡以非人道方式虐待員工下屬，連續殺人案件的第二位死者。 |          |
|                | 白昇才                      | 泳池派對的主辦人，患有恐水症，在派對中跳入泳池溺斃，連續殺人案件的第三位死者。 |          |
| 周錫泰         | 崔龍晳（香港Now译: 崔龍碩） | 高成大學教授，任教期間曾多次騷擾、性侵女學生，接受催眠治療後闖入軌道遭列車輾斃，連續殺人案件的第四位死者。 | 郭俊廷   |
| 申宰輝         | 李泰洙（香港Now: 李泰秀）   | 韓江醫院院長李炳善的兒子，投資公司CEO，接受催眠治療後跳樓身亡，連續殺人案件的第六位死者。 | 袁德基   |
| 朴勝泰         | 餐館老闆                    | 當年曾見證文在雄把兩夫婦滅口的食店東主。 | 姜麗儀   |
| 宋智賢         | 高智英                      | 被金英俊姦殺的女學生。 | 梁佩瑤   |
| 金南珍         | 高智英的母親                | | 莊巧兒   |
| 宋慶花         | 福利中心職員                | | 梁佩瑤   |
| 申瑞雨         | 秀賢                        | 被用作人體實驗的小孩。 | 顧詠雪   |
| 安世彬         | 秀杉                        | 被用作人體實驗的小孩。 | 鄧潔麗   |
| 權五鎮         | 船長                        | | 竺諺鴻   |
| 池成根         | 洪俊教                      | 精神病院保安員。 | 黎家希   |
| 閔庚玉         | 白賢秀的奶奶                | | 鄧潔麗   |

## 收視率

### 韓國
| 集數       | 播出日期   | AGB收視率        | AGB收視率      |
| 集數       | 播出日期   | 大韓民國（全國） | 首爾（首都圈） |
| ---------- | ---------- | ---------------- | -------------- |
| 1          | 2020/11/30 | 4.704%           | 5.422%         |
| 2          | 2020/12/01 | 4.475%           | 4.971%         |
| 3          | 2020/12/07 | 4.012%           | 4.485%         |
| 4          | 2020/12/08 | 4.281%           | 4.847%         |
| 5          | 2020/12/14 | 3.921%           | 4.568%         |
| 6          | 2020/12/15 | 4.384%           | 5.089%         |
| 7          | 2020/12/21 | 3.451%           | 3.829%         |
| 8          | 2020/12/22 | 4.103%           | 4.589%         |
| 9          | 2020/12/28 | 4.111%           | 4.462%         |
| 10         | 2020/12/29 | 4.391%           | 5.043%         |
| 11         | 2021/01/04 | 4.790%           | 5.474%         |
| 12         | 2021/01/05 | 4.623%           | 5.360%         |
| 13         | 2021/01/11 | 4.795%           | 5.002%         |
| 14         | 2021/01/12 | 5.036%           | 5.647%         |
| 15         | 2021/01/18 | 5.397%           | 6.067%         |
| 16         | 2021/01/19 | 6.214%           | 6.764%         |
| 平均收視率 | 平均收視率 | 4.543%           | 5.101%         |

- 收視最低的集數以藍色表示，收視最高的集數以紅色表示，而空格則表示該集的收視沒有相關數據。

### 香港
| 集數   | 播映日期                       | 電視直播收視 | 備註   |
| 1－4   | 2021年11月2日－2021年11月5日   | 2.9點        | [ 9 ]  |
| 5－9   | 2021年11月8日－2021年11月12日  | 2.6點        | [ 10 ] |
| 10－14 | 2021年11月15日－2021年11月19日 | 2.3點        | [ 11 ] |
| 15－19 | 2021年11月22日－2021年11月26日 | 2.4點        | [ 12 ] |
| 20－22 | 2021年11月29日－2021年12月1日  | 2.8點        | [ 13 ] |

## 同時段競爭作品
星期一二時段劇集
- KBS2 月火連續劇：《暗行御史：朝鮮秘密搜查團》
- MBC 月火連續劇：《Kairos》
- SBS 月火連續劇：《Penthouse》
- JTBC 月火連續劇：《前輩，那支口紅不要塗》

星期二時段劇集
- JTBC 火曜連續劇：《Live On》

## 外部連結
- 韓國tvN官方網站 （页面存档备份，存于）
- Daum上《日與夜》的資料
- NAVER上《日與夜》的資料

| tvN 月火劇                                   | tvN 月火劇                                             | tvN 月火劇 |
| -------------------------------------------- | ------------------------------------------------------ | ---------- |
|                                              | （2020年11月30日－2021年1月19日）                      |            |
| 產後調理院 （2020年11月2日－2020年11月24日） | L.U.C.A.: The Beginning （2021年2月1日－2021年3月9日） |            |

| 香港 Now劇集台 每日 22:00 - 23:00                           | 香港 Now劇集台 每日 22:00 - 23:00               | 香港 Now劇集台 每日 22:00 - 23:00                     |
| ----------------------------------------------------------- | ----------------------------------------------- | ----------------------------------------------------- |
|                                                             | （2021年6月7日－2021年6月28日）                 |                                                       |
| 延遲的正義 （2021年5月10日－2021年6月6日）                  | 哲仁王后 （2021年6月29日－2021年7月30日）       |                                                       |
| 香港 ViuTV 星期一至五 20:30－21:30                          |                                                 |                                                       |
| The Penthouse 上流戰爭 （2021年9月16日－2021年11月1日）     | 日與夜 （2021年11月2日－2021年12月1日）         | Missing：他們存在過 （2021年12月2日－2021年12月24日） |
| 香港 ViuTV 星期二至六（星期一至五深夜）01:30－02:30         |                                                 |                                                       |
| Missing：他們存在過（重播） （2023年5月3日－2023年5月25日） | 日與夜（重播） （2023年5月26日－2023年6月24日） | 哲仁王后（重播） （2023年6月27日－2023年8月9日）      |